# Horst (Schalksmühle)
Horst ist ein Ortsteil der Gemeinde Schalksmühle im Märkischen Kreis im Regierungsbezirk Arnsberg in Nordrhein-Westfalen (Deutschland).

## Lage und Beschreibung
Der Wohnplatz befindet sich auf einem Höhenzug zwischen dem Kleinen Klagebach und der Linnepe unmittelbar an der Stadtgrenze zu Lüdenscheid. Er ist über eine Zufahrt von der Landesstraße 561 zu erreichen, die auch Schlöten, Golsberg und Altenhorst anbindet. 
Weitere Nachbarorte auf dem Schalksmühler Gemeindegebiet sind Lauenscheid, Lauenscheiderohl, Lauenscheidermühle, Halverscheiderohl und Strücken, auf Lüdenscheider Stadtgebiet Hammerhaus, Linnepermühle, Lehmecke, Frohnenberg und Heide.

## Geschichte
Horst gehörte bis zum 19. Jahrhundert der Midder Bauerschaft des Kirchspiels Hülscheid an. Ab 1816 war der Ort Teil der Gemeinde Hülscheid in der Bürgermeisterei Halver im Kreis Altena, 1818 lebten vier Einwohner im Ort. Der laut der Ortschafts- und Entfernungs-Tabelle des Regierungs-Bezirks Arnsberg als Kotten kategorisierte Ort besaß 1839 ein Wohnhaus und ein landwirtschaftliches Gebäude. Zu dieser Zeit lebten sechs Einwohner im Ort, allesamt evangelischen Bekenntnisses.
1844 wurde die Gemeinde Hülscheid mit Horst von dem Amt Halver abgespaltet und dem neu gegründeten Amt Lüdenscheid zugewiesen.
Der Ort ist auf der Preußischen Uraufnahme von 1840 unbeschriftet verzeichnet. Ab der Preußischen Neuaufnahme von 1892 ist der Ort auf Messtischblättern der TK25 als Horst verzeichnet.
Die Gemeinde- und Gutbezirksstatistik der Provinz Westfalen führt 1871 den Ort als Kotten unter dem Namen Horst mit einem Wohnhaus und sieben Einwohnern auf.  Das Gemeindelexikon für die Provinz Westfalen gibt 1885 für Horst eine Zahl von elf Einwohnern an, die in einem Wohnhaus lebten. 1895 besitzt der Ort ein Wohnhaus mit neun Einwohnern, 1905 werden ein Wohnhaus und sieben Einwohner angegeben.
1969 wurden die Gemeinden Hülscheid und Schalksmühle zur amtsfreien Großgemeinde (Einheitsgemeinde) Schalksmühle im Kreis Altena zusammengeschlossen und Horst gehört seitdem politisch zu Schalksmühle, das 1975 auf Grund des Sauerland/Paderborn-Gesetzes Teil des neu geschaffenen Märkischen Kreises wurde.